# Costum de protecție contra apei
.

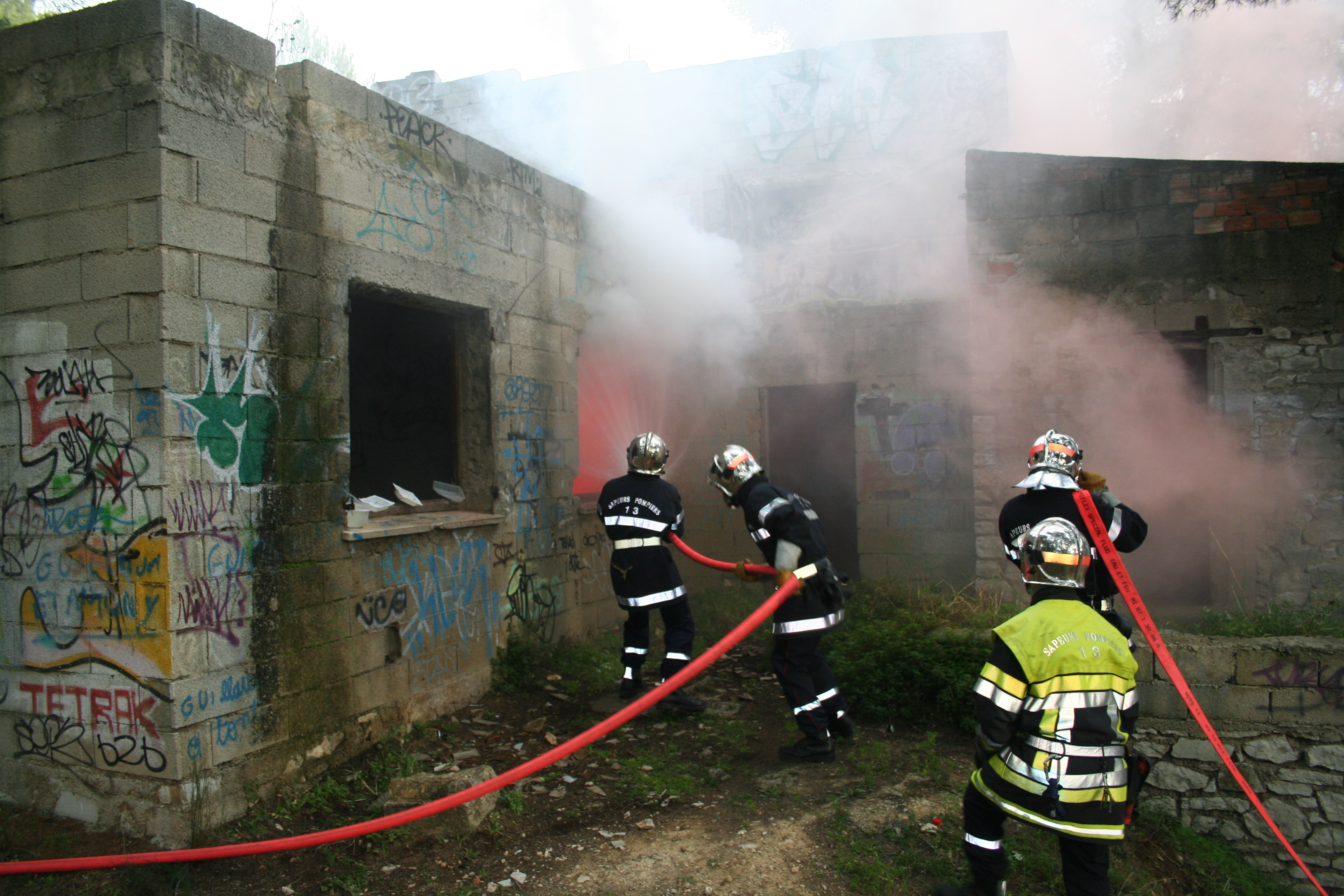
Exercițiu pompieri la stingerea incendiului unei case și echipați cu costum de protecție

Costumul de protecție contra apei este un echipament de protecție individual confecționat din material de foaie de cort, care se folosește cu scopul de a proteja utilizatorul contra efectului apei.

## Echipare și dotare
Acest tip de costum este folosit de către pompieri,  la stingerea incendiilor mai mici sau în alte situații de urgență. Echiparea și dotarea cu costume de protecție se prevede de către proiectanți, conducători de instituție sau agenți economici de la ca la caz, în conformitate cu prevederile legale și cu normele de dotare prevăzute de protecția muncii.